# Chấm bi polka

Chấm bi polka đỏ trên nền màu vàng

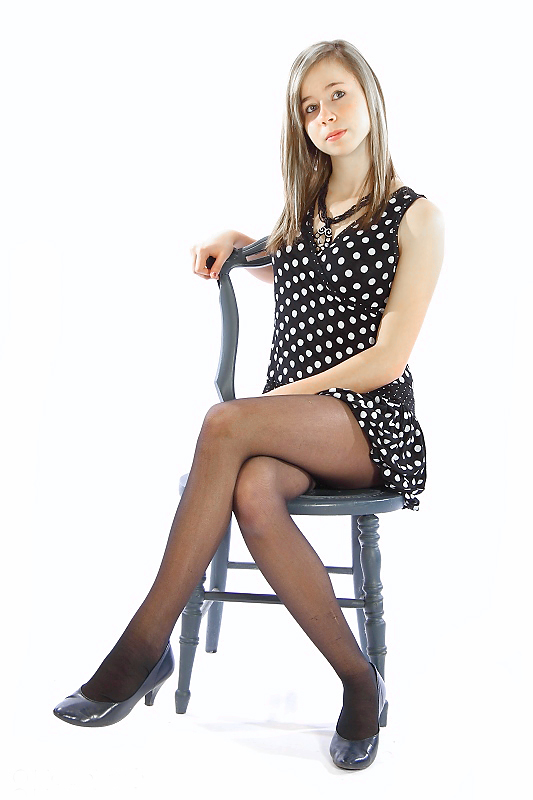
Váy chấm bi

Chấm bi polka hay polka dot là một mẫu họa tiết trang trí trên quần áo, đồ dùng, bao gồm một loạt các chấm tròn có cùng kích thước.

## Từ nguyên
Nhiều khả năng tên gọi của họa tiết này được mượn từ điệu nhảy polka, vào thời điểm mà cả hai trở nên thịnh hành trong xã hội.